# 山簡
山簡（さん かん、生没年未詳）は、三国時代の魏および西晋の襄陽の刺史である。字は季倫。父は竹林の七賢の一人、山濤。別名「山翁」「山公」。

## 生涯
生没年は未詳であるが、父で後代に竹林の七賢に数えられる山濤が河内郡懐県（現在の中国河南省）の人であり、山簡はその地で育った。
その後の永嘉3年（309年）に西晋に仕え、襄陽に赴き刺史に任命された。また、後に「詩仙」と呼ばれる李白が著した「秋穂歌」には、
```
酔うて上る 山公の馬

```

との記述が見られ、帽子を後ろ向きに被り、馬に後ろ向きで乗馬するといった奇行を度々犯して、当時流行った襄陽童謡に歌われたといわれている。